# Мальцовский портландцемент
«Мальцо́вский портландцеме́нт» — предприятие в Брянской области. Расположено в городе Фокино. Входит в «Евроцемент груп» (с 2002 года). Полное название — акционерное общество «Мальцовский портландцемент».

## История
Предприятие было основано в 1899 году по инициативе главного управляющего заводами и фабриками Акционерного общества Мальцовских заводов Льва Кирилловича Шешминцева рядом с богатейшими месторождениями мела и глины.
Продукция предприятия использовалась для строительства таких важнейших объектов, как ДнепроГЭС, Волго-Донской канал, нефтепровод «Дружба», космодром Байконур, Смоленская АЭС, станции Московского метрополитена, «сталинские высотки», Кремлёвский Дворец съездов, спорткомплекс «Олимпийский», мемориальный комплекс Победы на Поклонной горе, храм Христа Спасителя, подземный торговый комплекс на Манежной площади, участки Московской кольцевой автодороги.
В 1998 году «Мальцовский портландцемент» вошёл в состав Группы "ШТЕРН Цемент", а с 2002 года завод является бизнес единицей международного промышленного холдинга «Евроцемент груп».
В 2017 году на площадке «Мальцовского портландцемента» построен современный производственно-логистический комплекс, который включает автоматизированную линию отгрузки навального цемента в автомобильный и железнодорожный транспорт, цех упаковки цемента в мягкие контейнеры и мешки, а также линию бесподдонного палетирования.
Мощность предприятия составляет 4,7 млн тонн цемента в год.

## Продукция завода
Предприятие выпускает следующие типы цементов:
- ЦЕМ I 42,5Н
- ЦЕМ II/А-Ш 42,5Н
- ПЦ 500-Д0-Н
- CEM I 42,5N